# دوري الدرجة الأولى الأرجنتيني
دوري الدرجة الأولى الأرجنتيني (بالإسبانية:Primera División de Argentina) هو دوري كرة القدم الاحترافي في الأرجنتين. 
وهي الدرجة الممتازة لكرة القدم في البلاد وهي الدرجة الأعلى في نظام كرة قدم الأرجنتينية. 
بطل موسم 2023 هو ريفر بليت وموسم 2024 فيليز سارسفليد, اما بطل الموسم الحالي 2025 فهو Platense الفائز باللقب لأول مرة في تاريخه.
تم تأسيس الدوري في عام 1891.
يشارك في البطولة 30 فريق يتم تقسيمها الى مجموعتان, حيث يصعد من كل مجموعة 8 فرق الى دول ال16 وخروج المغلوب.

## التنسيق والفرق

### بطولة
لأول مرة منذ عام 1892، لم تُقام أي بطولة دوري في عام 2020 بعد تأجيل الجدول الزمني لموسم دوري عادي بشكل متكرر بسبب وباء COVID-19. لذلك، نظم الاتحاد الآسيوي لكرة القدم 2020 Copa de la Liga Profesional، وهي كأس محلية تم تصورها على أنها منافسة طارئة.
ستبدأ البطولة الأولى في شكل دوري في 18 يوليو 2021، بعد اختتام بطولة كوبا أمريكا 2021. سيتم تشغيله في إطار جولة روبن واحدة، يتنافس عليها 26 فريقًا (24 من الإصدار السابق بالإضافة إلى 2 تم ترقيته من Primera B Nacional). في حالة تقاسم فريقين المركز الأول في نهاية البطولة، ستقام مباراة نهائية لتحديد البطل. سيتأهل الفائز للعب كأس ليبرتادوريس 2022 باسم «الأرجنتين 1». البطولة ستنتهي في 12 ديسمبر 2021.

### هبوط
يعتمد الإقصاء على نظام حساب المتوسط. في نهاية الموسم، هبطت الفرق الثلاثة ذات المتوسطات الأسوأ لثلاث سنوات، في حين تمت ترقية الفائز والوصيف في بطولة Primera Nacional إلى Primera.
في 28 أبريل 2020، أعلن الاتحاد الآسيوي لكرة القدم تتويج موسم 2019-20 في جميع مسابقات الدوري بسبب وباء COVID-19. تم تعليق الهبوط من الدرجة الأولى حتى عام 2022.

### الكؤوس المحلية
بطل دوري الدرجة الأولى يكتسب مكانًا للعب مباراة كأس السوبر الأرجنتينية ضد الفائز بكأس الأرجنتين.
ستقام نسخة جديدة من كأس الدوري الأرجنتيني (أعيدت تسميتها «كوبا دييجو مارادونا») في عام 2021، بدءًا من 14 فبراير. سيتم التنافس على البطولة من قبل 26 فريقًا (24 من الإصدار السابق بالإضافة إلى فريقين صعدوا من Primera B Nacional)، مقسمة إلى منطقتين من 13 فريقًا لكل منهما. ستقام البطولة بنظام جولة واحدة، حيث تتأهل أول 4 فرق من كل منطقة إلى المرحلة التالية (ربع النهائي)، حيث ستلعب بنظام الإقصاء. ستتأهل الفرق الفائزة إلى الدور نصف النهائي ويلعب أفضل فريقين في النهائي الذي سيحدد بطل الموسم.
وستقام المباراة النهائية في 30 مايو قبل بداية بطولة كوبا أمريكا 2021. كما هو الحال في النسخ السابقة من البطولات الأرجنتينية، لن يهبط أي فريق إلى الدرجة الأولى من الدوري الأرجنتيني. سيتأهل الفائز بهذه الكأس إلى كأس ليبرتادوريس 2022 باسم «الأرجنتين 2».

## التاريخ
في عام 1891، تم تأسيس الرابطة الأرجنتينية لكرة القدم، مع أليكس لامونت من مدرسة سانت أندروز سكوتز كأحد أعضاء مجلس إدارتها. كان اتحاد كرة القدم الأمريكية هو أول دوري كرة قدم خارج الجزر البريطانية، يؤسس دوريًا لكرة القدم. لعبت أول مباراة الدوري الأرجنتيني في 12 أبريل 1891: نادي بوينس آيرس ضد سانت أندروز واولد كاليدونيانز ضد نادي بلغرانو.
A مزدوجة واحدة دورة روبن لعبت كل عام، وتوج الفريق مع أكبر عدد من النقاط وبطل، باستثناء 1936، وخلال تلك السنة الفائزين في بطولة كوبا دي شرف وبطولة لعبت مباراة على لقب البطولة. استمر ترتيب البطولة الفردية حتى عام 1966.
خلال هذه الفترة، والتقليدية «الخمسة الكبار الأندية»، أي ريفر بليت، بوكا جونيورز، اندبندينتي، سباق وسان لورنزو هيمنت كرة القدم الأرجنتيني. لم يفز أي فريق آخر غيرهم ببطولة الدوري في هذه السنوات الـ 36. جاء التحدي الأكبر على اللقب من بانفيلد في عام 1951، عندما حصلوا على نفس النقاط مع راسينغ كلوب في جدول الدوري. ومع ذلك، فقد خسروا 1-0 في تصفيات المركز الأول ذهابًا وإيابًا ومنحوا اللقب إلى راسينغ.
في المتوسط تم تنفيذ نظام لهبوط أندية للمرة الأولى في 1957 البطولة، مع فيرو كاريل أويستي يصبح أول فريق أن هبط في ظل هذا النظام. استمر حساب المتوسط حتى عام 1963، عندما عادت البطولة إلى شكلها القديم (مع هبوط الفرق الأسوأ). ومع ذلك، لم يكن هناك هبوط حتى عام 1967 (مع إرسال Unión (SF) وDeportivo Español إلى Primera B بعد لعب دورة هبوط تنافس عليها فرق من الدرجة الأولى والثانية لتحديد الترقيات والهبوط).

### متروبوليتانو وناسيونال (1967-1985)
وفي عام 1967، تم التخلي عن شكل البطولة واحدة والاستعاضة عن بطولتين في كل عام: وميتروبوليتانو والوطنية. سمح متروبوليتانو للأندية المتنافسة في البطولة القديمة فقط بالمشاركة، بينما كان ناسيونال مفتوحًا للفرق من البطولات الإقليمية. كما تم تغيير شكل المنافسة، حيث تم استبدال البطولة المزدوجة الدورانية ببطولة مجموعتين متروبوليتانو وروبن دور واحد ناسيونال في ذلك العام.
هذا التغيير أحدثت ثورة في كرة القدم الأرجنتينية، وفرق صغيرة، مثل استوديانتس دي لا بلاتا في البداية، وفيليز سارسفيلد، تشاكاريتا جونيورز وغيرها في السنوات الأخيرة، انهارت هيمنة الأندية الخمسة الذين فاز كل بطولة حتى ذاك التاريخ.
بين عامي 1967 و1969، مرت متروبوليتانو وناسيونال بعدة تغييرات في التنسيق. في السنوات الثلاث الأولى، كانت متروبوليتانو عبارة عن بطولة من مجموعتين، حيث تنافس أفضل فريقين من كل مجموعة في الدور نصف النهائي من مرحلة خروج المغلوب.
ستتقدم أفضل ستة فرق من كل مجموعة إلى Nacional، مع أربعة فرق أخرى قادمة من البطولات الإقليمية، للتنافس على بطولة Nacional في شكل جولة روبن واحدة. لعب الفريقان السابع والثامن من كل مجموعة، جنبًا إلى جنب مع أربعة فرق من البطولات الإقليمية، البطولة الترويجية، والتي تم استبدالها في عام 1969 ببطولة بيتي المتنافسة بدون فرق إقليمية. دخلت الفرق من التاسع إلى الثاني عشر من كل مجموعة بطولة Reclasificatorio لتحديد الفرق الهابطة.
في عام 1970، خضع شكل متروبوليتانو وناسيونال لإصلاح. منذ ذلك العام، وحتى عام 1985، أصبحت Nacional بطولة جماعية مع تصفيات، في حين كان متروبوليتانو يتنافس بموجب نظام فردي أو مزدوج الدور، باستثناء طبعة 1974 و1976 و1979، والتي تم التنافس عليها أيضًا باعتبارها بطولة المجموعة مع التصفيات.
على الرغم من تغيير الشكل في عام 1970، لا تزال الفرق تدخل البطولة الوطنية، وبطولة بيتي، وبطولة Reclasificatorio وفقًا لتصنيفاتها في متروبوليتانو في ذلك العام. ومع ذلك، في عام 1971، تم فصل البطولات. لم تدخل الفرق إلى ناسيونال من خلال احتلالها المراكز العليا في متروبوليتانو. من ناحية أخرى، تم التخلي عن بطولة Petit ودورة Reclasificatorio. أصبح متروبوليتانو وناسيونال بطولتين فرديتين حقًا. على الرغم من إعادة استخدام النظام القديم في عام 1972، فقد تم الفصل مرة أخرى في عام 1973 وتم اعتماده في جميع أنحاء حقبة متروبوليتانو وناسيونال المتبقية.
لطالما لعبت ميتروبوليتانو أولاً، حتى تم عكس ترتيب البطولات في عام 1982.
بعد 20 عامًا من آخر مرة استخدم فيها، عاد متوسط نظام الهبوط في بطولة ميتروبوليتانو 1983، بعد عامين من هبوط سان لورينزو. في ذلك العام، أنهى ريفر بليت 18 درجة من أصل 19 فريقًا وكان سيهبط تحت النظام القديم، جنبًا إلى جنب مع راسينج دي كوردوبا. الفرق الأولى التي سيتم انزالها في المتوسط كان سباق ونويفا شيكاغو. كان بوكا جونيورز يعاني أيضًا في ذلك الوقت وكان موسم 1984 كئيبًا. أدت هذه الحقائق إلى تكهنات بأن نظام المتوسطات قد تم وضعه لتقليل فرصة هبوط الفرق الكبيرة.

## وصلات خارجية
- Primera División at AFA website (بالإسبانية)